# (6272) 1992 EB
(6272) 1992 EB (1992 EB, 1984 YE2, 1987 SV15, 1990 QD10, 1990 SU25) — астероїд головного поясу, відкритий 2 березня 1992 року.
Тіссеранів параметр щодо Юпітера — 3,673.